# إنجر سميتس
إنجر سميتس (19 سبتمبر 1994 في هولندا - ) (بالهولندية: Inger Smits)‏ هي لاعبة كرة يد مملكة هولندا في مركز ظهير ‏. لعبت مع Vlug en Lenig ‏ وSV Dalfsen Handbal ‏ وTTH Holstebro ‏ وHandbaL Venlo ‏ وVfL Oldenburg (handball) ‏.

## وصلات خارجية
- إنجر سميتس على موقع الاتحاد الأوروبي لكرة اليد (الإنجليزية)
- إنجر سميتس على موقع اللجنة الأولمبية الدولية (الإنجليزية)
- إنجر سميتس على موقع أوليمبيديا (الإنجليزية)
- إنجر سميتس على موقع تيم أن.أل (الهولندية)